# 진실이 말소된 페이지
진실이 말소된 페이지는 오박사(본명 오혁근, 1979년 생), 손전도사(본명 손아람, 1980년 생), 웨이브마법사 aka Sid(본명 이하윤, 1980년생)로 구성된 대한민국의 힙합 그룹이다. 앨범을 내기로 계획하였으나 소속사와의 갈등으로 활동이 침체되었고, 현재는 공식적으로 해체한 상태이다. 줄여서 진말페라고도 많이 부른다. 팀의 이름은 이상의 소설 날개의 한 구절인 희망과 야심이 말소된 페이지에서 왔다.당시 아주 잠깐이지만 객원싱어로 활동했던 손전도사 고등동창의 누나이자 고등학교선배가 상당한 미인이었다고 전해진다. 
웨이브마법사는 문차일드의 연습생이었다는 특이한 이력을 가지고 있다.

## 바이오그래피
진실이 말소된 페이지의 결성은 1998년 이루어졌다. 고등학교 동창으로, 흑인음악을 좋아하는 데서 마음이 맞은 오박사와 손전도사는, 당시 언더그라운드에서 큰 비중을 차지했던 클럽 MP의 공연을 보고 큰 용기를 느껴 "비아냥"이라는 듀오를 결성한다. 그로부터 1년 후 손전도사와 초등학교 동창인 웨이브마법사가 비트메이커로 합류하였고, 그때 "진실이 말소된 페이지"라는 이름이 정해졌다.
첫곡인 "어머니"로 좋은 반응을 얻은 이들은 하이텔 흑인음악 동호회인 Soul Train의 멤버가 되어서 다양한 활동을 한다. 그들의 무겁고 철학적인 음악은, 일부 리스너들로부터 당시 언더의 최고라는 칭송까지 받으면서 인기를 누렸다. 또 비슷한 시기에 UMC, deze 등과 PartyPoopz라는 크루를 결성하기도 했다. 공연의 성공으로 여러 음반사에서 러브콜을 받은 이들은 2001년 12월 한 음반사와 계약을 맺었다.
이후 2002년 앨범 작업이 진행되었으며 Lowdown, 조PD 등의 앨범에 참여하여 앨범 발표가 얼마 멀지 않았음을 예상케 했으나, 음반업자와의 법률적인 갈등으로 결국 앨범 작업은 중단되고 음반사로부터 탈퇴하였으며, 재기를 위해 다른 음반사를 모색하던 차에 2003년 오박사의 군입대로 공식 해체되었다. 2005년 9월 말 그들이 앨범으로 내려고 했던 곡들을 모은 모음집이 온라인에 mp3 형태로 공개되었다.
대표곡: 타다만 담배를 끄다, 어머니, In His Arms, Song for Mama II: 지금 알고 있는 사실을 그때도 알았더라면, 대학생은 바보다.

## 디스코그래피
- 2008년 2월 19일 LP 2001 진실이 말소된 페이지

2005년 9월 온라인으로 발표된 것을 앨범으로 제작, 재발표함

## 근황
오박사는 서울대학교 공과대학을 졸업하고 결혼하였으며, 펜실베니아 주립 대학에서 박사학위 취득 후 콜라라도대학에서 박사후 과정을 마쳤다. 웨이브마법사는 Sid H. Lee라는 이름으로 토론토로 이민을 가 재즈 피아노를 전공하였으며 캐나다의 재즈 그룹 The Taurean Clarke Quartet의 멤버가 되어 활동하였으며 2013년에 한국에 들어와 재즈 피아노 공연을 선보이고, 2015년 10월부터 밴드 못(Mot)의 키보디스트로 활동하고 있는 중이다. 손전도사 역시 군복무 후 서울대학교 인문대학 미학과를 졸업하였으며, 2008년 자전적 소설 "진실이 말소된 페이지"를 발표하였다. 2010년에는 용산 참사 및 관련 재판을 모티브로 한 소설 《소수의견》을 발표하였으며 같은 해 전태일 서거 40주기 공동 기획 《너는 나다》를 공저하였다.

### 손아람의 저서
- 손아람, 《진실이 말소된 페이지》, 들녘, 2008

- 고등학생 시절 그룹 진말페를 구성하는 것부터, 세 명이 DJ Uzi에게 이용당하는 과정 등 진말페의 멤버 3인이 정식 그룹명을 갖기도 전부터 겪어온 일들에 대해 자세히 묘사된 팩션 소설. 조PD, DJ Wreckx, DJ Uzi, Insane Deegie, MC 메타, 절정신운 한아, 손 전도사, 오 박사, 웨이브 마법사 a.k.a Sid 등 실명으로 등장하는 인물들도 많지만, 저자인 손아람이 창작한 프릴의 마리 같은 가상의 인물들도 등장한다. 총 2권으로 구성되어 있다.

## 스타일
이들의 음악은 매우 무겁고 어두운 곡이 더 많다. 라임보다는 내용에 치중해있으며, 그 내용들은 철학적인 것("타다만 담배를 끄다"), 또는 사회적인 것("대학생은 바보다", "3월, 부평") 등 쉽지 않은 주제를 다룬다. 어떤 곡의 경우 시적인 표현으로 가사가 메워져있으나, 대부분의 곡의 경우 일상적인 대화를 그려내듯 하는 가사 스타일로 자신이 말하고자 하는 바, 또는 비판하고자 하는 바를 날카롭게 꼬집고 있다.
한편 이들의 랩은 안 좋은 녹음 상태와 발음 등 때문에 가사 전달력이 떨어진다는 비판도 많이 받아왔다. 천천히 전개되는 비교적 로우톤의 목소리인 오박사에 비해, 손전도사는 하이톤의 속사포 랩을 구사한다. 특히, 손전도사의 랩의 속도는 Deze의 "Mama"라는 곡에 피쳐링했을 때, 아웃사이더가 한국 기네스북에 기록을 남기기 전까지는 가장 빠른 랩을 선보여 명실상부한 최고의 속사포 래퍼로 이름을 알리기도 했다.